# Râul Buda, Argeș
Râul Buda este un curs de apă, una din cele ramuri care formează Râul Argeș. Izvorăște din lacul Buda, pe versantul sudic al Munților Făgăraș și se unește cu râul Capra pentru a forma Argeșul,

## Hărți
- Harta Județul Argeș
- Munții Făgăraș  Arhivat în 8 septembrie 2013, la Wayback Machine.
- Alpinet - Munții Făgăraș